# Stephen Baxter
Stephen Baxter (* 13. listopadu 1957) je britský autor hard science fiction. Vystudoval matematiku a strojařství.

## Literární styl
Baxterovy příběhy můžeme rozdělit do třech odlišných kategorií líšících se do značné míry stylem vyprávění. Jedna skupina jeho románů (Xeelee Sequence) se odehrává v daleké budoucnosti. Vývoj postav zde ustupuje do pozadí a přednost má popis nejnovějších vesmírných teorií a myšlenek, jako například Nahá singularita, a velký boj mezi formami života Baryonem a Temnou hmotou. Do této skupiny můžeme řadit například knihy Prstenec (Ring) a Časupodobné nekonečno (Timelike Infinity).
Hlavní postavy příběhů ze současnosti jsou zobrazeny více plasticky s důrazem na vývoj charakteru. Nejčastěji se zabývá alternativní historií snící o tom, čeho mohlo lidstvo dosáhnout ve zkoumání vesmíru. Na rozdíl od ostatních románů nejsou však tyto příběhy příliš optimistické. Tímto stylem jsou psané např. romány Voyage, Titan nebo Moonseed.
Každý díl trilogie Manifold se zabývá možným vysvětlení Fermiho paradoxu.
Jeho "evoluční" příběhy, jako například román Evolution, jsou novějšího vydání a ukazují autorův vzrůstající zájem o lidskou evoluci. Zdá se, jako by měly kořeny v jeho příbězích psaných na jiné téma, jako jsou Mamut (Mammoth) nebo Origin.
Jiným stylem je psána jeho trilogie Mamut, zdánlivě pro děti, ale čtená i dospělými. Svými non-fiction esejemi a sloupky přispívá například také do britského magazínu Critical Wave nebo britské sci-fi organizaci Matrix.

## Literární ocenění
| Jméno ocenění                                   | Rok  | Kniha                  |
| ----------------------------------------------- | ---- | ---------------------- |
| BSFA Award (krátká forma Alternativní historie) | 1995 | The Time Ships         |
| Sidewise Award                                  | 1995 | Brigantia's Angels     |
| John W. Campbell Award                          | 1996 | The Time Ships         |
| Philip K. Dick Award                            | 1996 | The Time Ships         |
| Sidewise Award                                  | 1996 | Voyage                 |
| British Science Fiction Award (krátká fikce)    | 1997 | War Birds              |
| SF Chronicle Award (noveleta)                   | 1998 | Moon Six               |
| Analog Award (krátký příběh)                    | 1998 | Moon-Calf              |
| Philip K. Dick Award                            | 1999 | Vacuum Diagrams        |
| Analog Award (krátký příběh)                    | 2000 | Sheena 5               |
| Locus Poll Award (noveleta)                     | 2000 | Huddle                 |
| Asimov's Readers' Poll (noveleta)               | 2001 | On the Orion Line      |
| British Science Fiction Award (non-fiction)     | 2001 | Omegatropic            |
| Analog Award (krátký příběh)                    | 2002 | The Hunters of Pangaea |
| British Science Fiction Award (krátká fikce)    | 2004 | Mayflower II           |

## Dílo

### Xeelee Sequence
- Vor, Laser 2000, ISBN 80-7193-071-7 (Raft, 1991)
- Časupodobné nekonečno, Laser 2002, ISBN 80-7193-129-2 (Timelike Infinity, 1992)
- Proud, Laser 2001, ISBN 80-7193-109-8 (Flux, 1993)
- Prstenec, Laser 2005, ISBN 80-7193-201-9 (Ring, 1993)
- Vacuum Diagrams, 1997 - sbírka krátkých povídek
- Reality Dust, 2000 - novela
- Riding the Rock, 2002 - novela

### Trilogie NASA
- Voyage, 1996
- Titan, 1997
- Moonseed, 1998

### Trilogie Manifold
- Manifold: Time, 1999
- Manifold: Space, 2001
- Manifold: Origin, 2001
- Phase Space, 2002 - sbírka krátkých povídek

### Trilogie Mamut
- Mamut (Silverhear, 1999)
- Longtusk, 1999
- Icebones, 2001
- Behemoth, 2004 - souhrn trilogie Mamut

### Destiny's Children
- Coalescent, 2003
- Exultant, 2004
- Transcendent, 2005
- Resplendent, 2006

### Odysea času
Napsáno společně s Arthurem C. Clarkem.
- Oko času, 2005 (Time's Eye, 2003)
- Sluneční bouře, 2006 (Sunstorm, 2005)
- Prvorození, 2008 (Firstborn, 2007)

### Dlouhá země
Napsáno společně s Terry Pratchettem.
- Dlouhá země, Talpress 2013, ISBN 978-80-7197-475-8 (The Long Earth, 2012)
- Dlouhá válka, Talpress 2014, ISBN 978-80-7197-538-0 (The Long War, 2013)
- Dlouhý Mars, Talpress 2019, ISBN 978-80-7197-710-0 (The Long Mars, 2014)
- The Long Utopia, 2015
- The Long Cosmos, 2016

### Plátno tkané časem
- Císař, BB/art 2009, ISBN 978-80-7381-562-2 (Emperor, 2006)
- Dobyvatel, BB/art 2009, ISBN 978-80-7381-643-8 (Conqueror, 2007)
- Mořeplavec, BB/art 2010, ISBN 978-80-7381-754-1 (Navigator, 2007)
- Tkadlec, BB/art 2010, ISBN 978-80-7381-815-9 (Weaver, 2008)

### Potopa/Archa
- Potopa, BB/art 2011, ISBN 978-80-7381-863-0 (Flood, 2008)
- Ark, 2009
- Universes, 2013 - sbírka povídek, část Universe: Flood / Ark (povídky Earth II, Earth III a Earth I)

### Ostatní romány
- Anti-Ice, 1993
- The Time Ships, 1995
- Svit vzdálených dní, Baronet 2001, ISBN 978-80-242-0579-3 (The Light of Other Days, 2000) – spoluautor Arthur C. Clarke
- Evolution, 2003
- The H-Bomb Girl, 2007